# Braziliaanse bonte buizerd
De Braziliaanse bonte buizerd (Buteogallus lacernulatus, synoniem: Leucopternis lacernulatus) is een roofvogel uit de familie van de Accipitridae (havikachtigen). De vogel werd in 1827 door de Nederlandse vogelkundige Coenraad Jacob Temminck geldig beschreven als Falco lacernulatus. Het is endemische en kwetsbare soort roofvogel uit Brazilië.

## Kenmerken
De vogel is 43 tot 48 cm lang, kleiner dan de gewone buizerd die 51 tot 57 cm lang is. Het is een opvallende, zwart met witte roofvogel. De rug en vleugels zijn zwart, de borst en buik zijn wit. Ook de kop is wit met een lichtgrijze nek. De staart is relatief kort en wit met een zwarte eindband.

## Verspreiding en leefgebied
Deze soort is endemisch in het Atlantisch Woud van oostelijk Brazilië. Het is een uitgesproken bosvogel die leeft in de laatste resten tropisch bos in laagland en heuvelland tot 900 meter boven zeeniveau.

## Status
De Braziliaanse bonte buizerd heeft een beperkt verspreidingsgebied en daardoor is de kans op uitsterven aanwezig. De grootte van de populatie werd in 2016 door BirdLife International geschat op 2.500 tot 10.000 volwassen individuen. De populatie-aantallen nemen af door vervolging en habitatverlies. Het leefgebied wordt aangetast door ontbossing. Om deze redenen staat deze soort als kwetsbaar op de Rode Lijst van de IUCN.